# Жуковский, Андрей Тимофеевич
Андрей Тимофеевич Жуковский (1831 или 1832 — 1873) — архитектор и общественный деятель, академик Императорской Академии художеств. Брат казанского архитектора П. Т. Жуковского.

## Биография
Происходил из дворян Жуковских. Родился, по разным сведениям, в 1831 или 1832 году.
В 1846 году поступил в Петербургское строительное училище, которое окончил в 1852 году.
В 1853 году признан «назначенным в академики», в 1856 — избран в академики.
В 1854—1858 годах преподавал в Строительном училище составление архитектурных проектов и архитектурное черчение. В 1857—1867 годах служил архитектором Департамента проектов и смет Главного управления путей сообщения и публичных зданий. С 1870 года был причислен к Техническо-строительному комитету Министерства внутренних дел.
Кроме Петербурга строил также под Кашиным, в Подольской и Вятской губерниях.
Редактор журнала «Архитектурный вестник» (1860-е). Учредитель и член Общества русских строителей, член обществ русского географического, вольного экономического, археологического в Петербурге, сельского хозяйства в Москве. Коллежский советник.
Скончался 1 (13) февраля 1873 года в вятской земской больнице от чахотки.

## Проекты и постройки

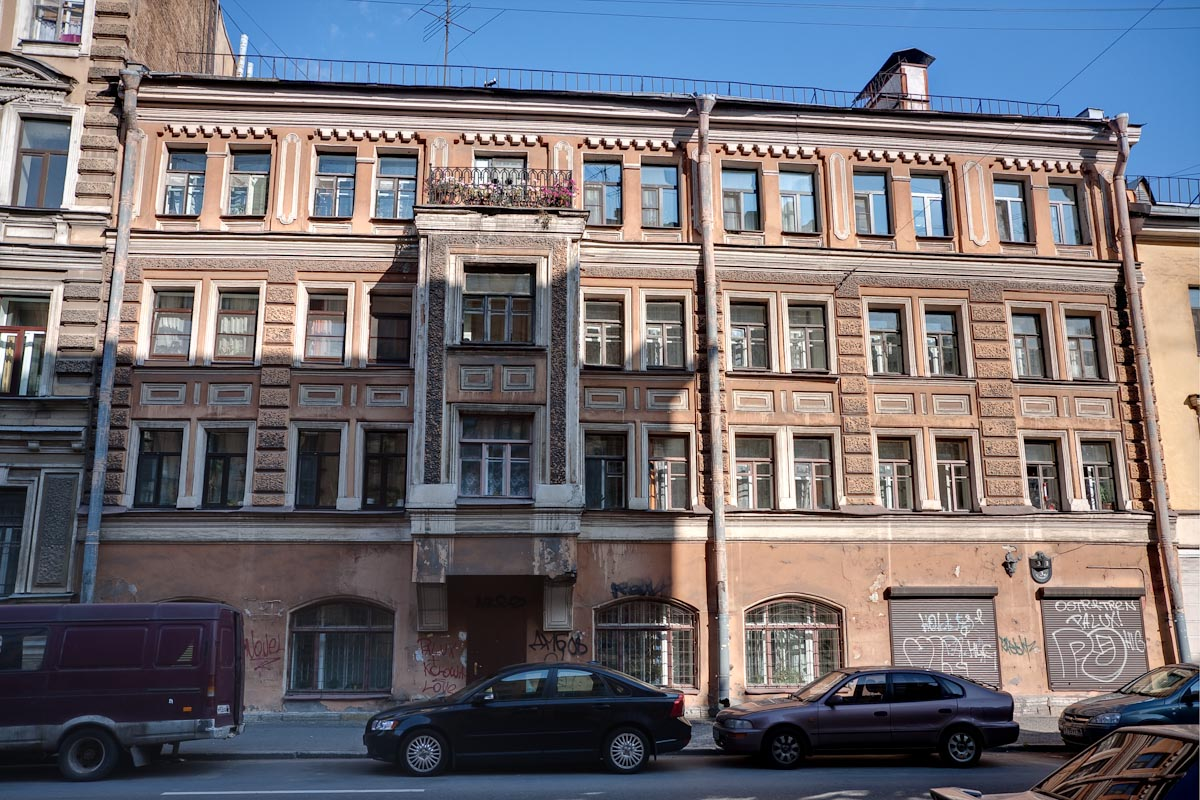
Доходный дом. Улица Радищева, 3 (1863—1864)

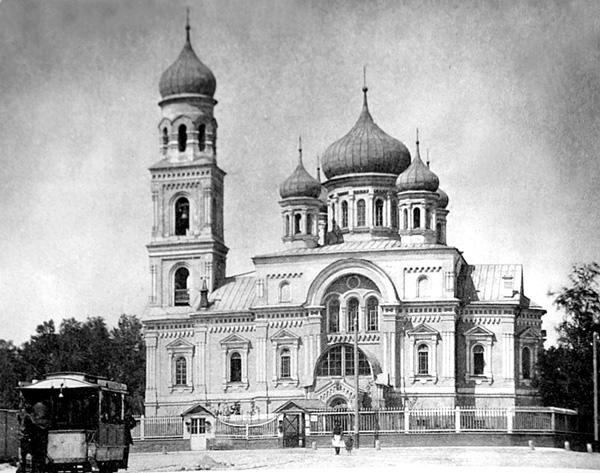
Преображенская церковь в Колтовской слободе (1862—1874)

### Санкт-Петербург
- Здание Главной геофизической обсерватории (1850-е).
- Преображенская церковь в Колтовской слободе. Новоладожская улица, 8 (1862—1874, начало строительства, завершена архитекторами Р. Б. Бернгардом и А. В. Ивановым; не сохранилась)[7].
- Доходный дом. Улица Радищева, 3 (1863—1864, перестроен)[8].
- Дом А. П. Вознесенской (надстройка и расширение). Коломенская улица, 2 / Кузнечный переулок, 17х (1866)[9].